# Druvciems
Druvciems es un barrio de la ciudad de Jūrmala, Letonia.

## Superficie
Posee una superficie de 1,5 kilómetros cuadrados (150 hectáreas).

## Población
Hasta 2008 presentaba una población de 286 habitantes, con una densidad de población de 190,7 habitantes por kilómetro cuadrado.